# Ekerön
Ekerön est une île située sur le lac Mälar, dans la commune d'Ekerö, en Suède.